# Championnat d'Europe de patinage artistique 1914
Navigation
Édition précédente Édition suivante
Le championnat d'Europe de patinage artistique 1914 a lieu le 8 février 1914 à la patinoire extérieure de Vienne dans l'empire d'Autriche-Hongrie.
Ce championnat européen de patinage artistique est le dernier avant la Première Guerre mondiale.

## Podium
| Épreuves                      | Or            | Argent        | Bronze      |
| ----------------------------- | ------------- | ------------- | ----------- |
| Messieurs résultats détaillés | Fritz Kachler | Andreas Krogh | Willy Böckl |

## Tableau des médailles
| Rang  | Nation   | Or | Argent | Bronze | Total |
| ----- | -------- | -- | ------ | ------ | ----- |
| 1     | Autriche | 1  | 0      | 1      | 2     |
| 2     | Norvège  | 0  | 1      | 0      | 1     |
| Total | Total    | 1  | 1      | 1      | 3     |

## Détails de la compétition Messieurs
| Rang | Nom               | Nation   | Places | Points | Fig. impo. | Prog. libre |
| ---- | ----------------- | -------- | ------ | ------ | ---------- | ----------- |
| 1    | Fritz Kachler     | Autriche | 8      |        |            |             |
| 2    | Andreas Krogh     | Norvège  | 12     |        |            |             |
| 3    | Willy Böckl       | Autriche | 13     |        |            |             |
| 4    | Ernst Oppacher    | Autriche | 17     |        |            |             |
| 5    | Ludwig Wrede      | Autriche | 27     |        |            |             |
| 6    | Josef Oppacher    | Autriche | 31     |        |            |             |
| 7    | Erwin Schwarzböck | Autriche | 32     |        |            |             |